# Spaan methode
De SPAAN-methode is een waardevol instrument dat praktisch toepasbaar is om onder stress omstandigheden eerste hulp te kunnen verlenen. Het vergroot de zelfredzaamheid door een duidelijk stappenplan te volgen en om zo in een (on)verwachte situatie betere hulp te kunnen verlenen.
Het gaat hierbij om de volgende stappen:
- Hoe beoordeel je de situatie? Wat zou er gebeurd kunnen zijn? Scannen is hieraan gekoppeld. (S van Scannen);
- Is de situatie veilig voor jou en voor het slachtoffer(s) Persoonlijke veiligheid is hieraan gekoppeld. (P van Persoonlijke veiligheid);
- Ben je zelf rustig en kalm met de juiste focus? Ademkracht is hieraan gekoppeld.  (A van Ademkracht);
- Beoordeel als eerste of het slachtoffer aanspreekbaar is (Bij bewustzijn). Aanspreken is hieraan gekoppeld. (A van Aanspreken);
- Start de juiste hulp zoals bijvoorbeeld direct alarmeren of reageren op bijvoorbeeld extreem bloedverlies. Noodzakelijke hulp is hieraan gekoppeld. (N van Noodzakelijke hulp);

Deze methode werd ontwikkeld door combinatie van diverse achtergronden en ervaringen: een mix van psychologie, fysiologie, biologie en presteren onder druk. Met deze methode is ervaring opgedaan binnen defensie, politie en opleidingen en trainingen op het gebied van EHBO en BHV.
De SPAAN methode helpt betere eerste hulp te verlenen onder druk, vooral voor de niet ervaren First Responder.

## De 5 stappen
- S (Scannen)
- P (Persoonlijke veiligheid)
- A (Ademkracht)
- A (Aanspreken)
- N (Noodzakelijke hulp)